# HD88485
HD88485 — хімічно пекулярна зоря спектрального класу
A2 й має видиму зоряну величину в смузі V приблизно  9,4.

## Пекулярний хімічний склад
Зоряна атмосфера HD88485 має підвищений вміст 
Si
.